# Форкалькье (округ)
Форкалькье (фр. Forcalquier) — округ (фр. Arrondissement) во Франции, один из округов в регионе Прованс-Альпы-Лазурный берег. Департамент округа — Альпы Верхнего Прованса. Супрефектура — Форкалькье.
Население округа на 2006 год составляло 83 045 человек. Плотность населения составляет 39 чел./км². Площадь округа составляет всего 2112 км².